# 札幌市交通局3000形電車
札幌市交通局3000形電車（さっぽろしこうつうきょく3000がたでんしゃ）は、札幌市交通局が札幌市営地下鉄の南北線で運用していた通勤形電車である。

## 概要
南北線北24条駅 - 麻生駅間が延伸開業した1978年に登場した。この頃、1971年の開業時に導入された2000形（登場時は1000形）は8両編成化のために中間車が7次車として製造され、本形式は当初その流れを汲んだ2000形8次車として計画された車両である。しかし、後述の様に車体構造、制御方式、デザイン等が大きく変更されたため2000形とはならず、新形式「3000形」とされた。

## 車体・車内

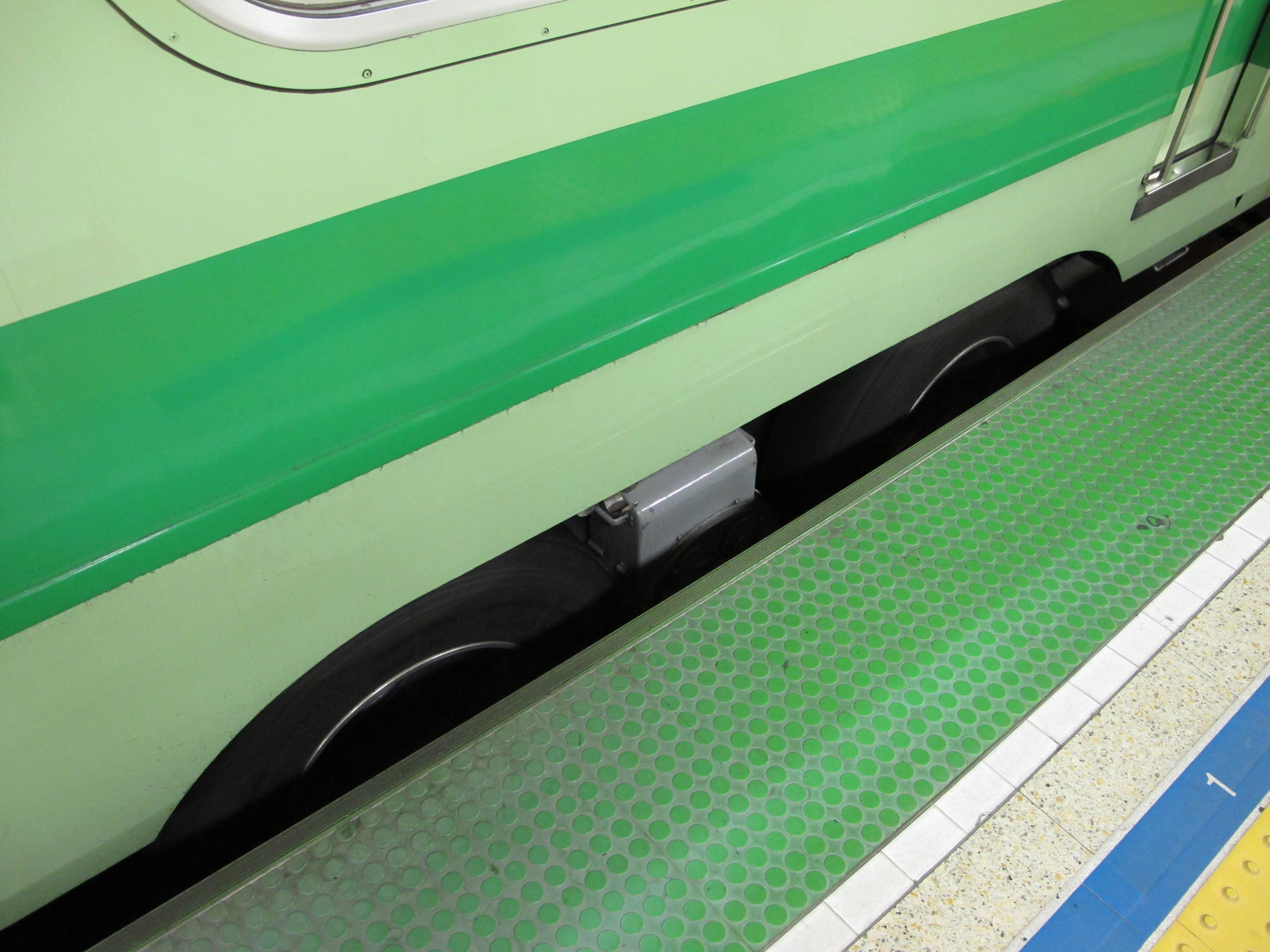
ボギー台車のタイヤハウス

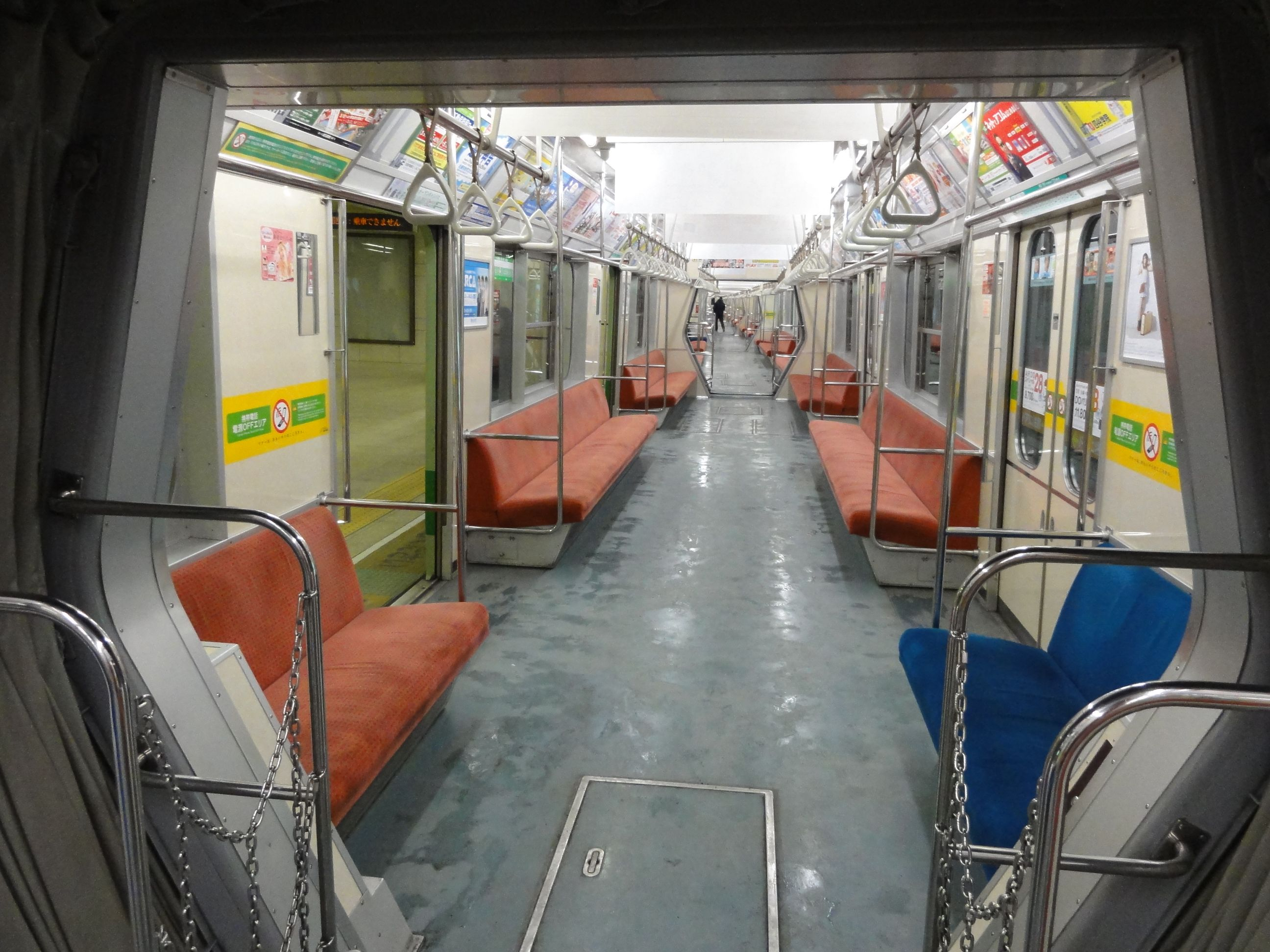
車内（2012年2月）

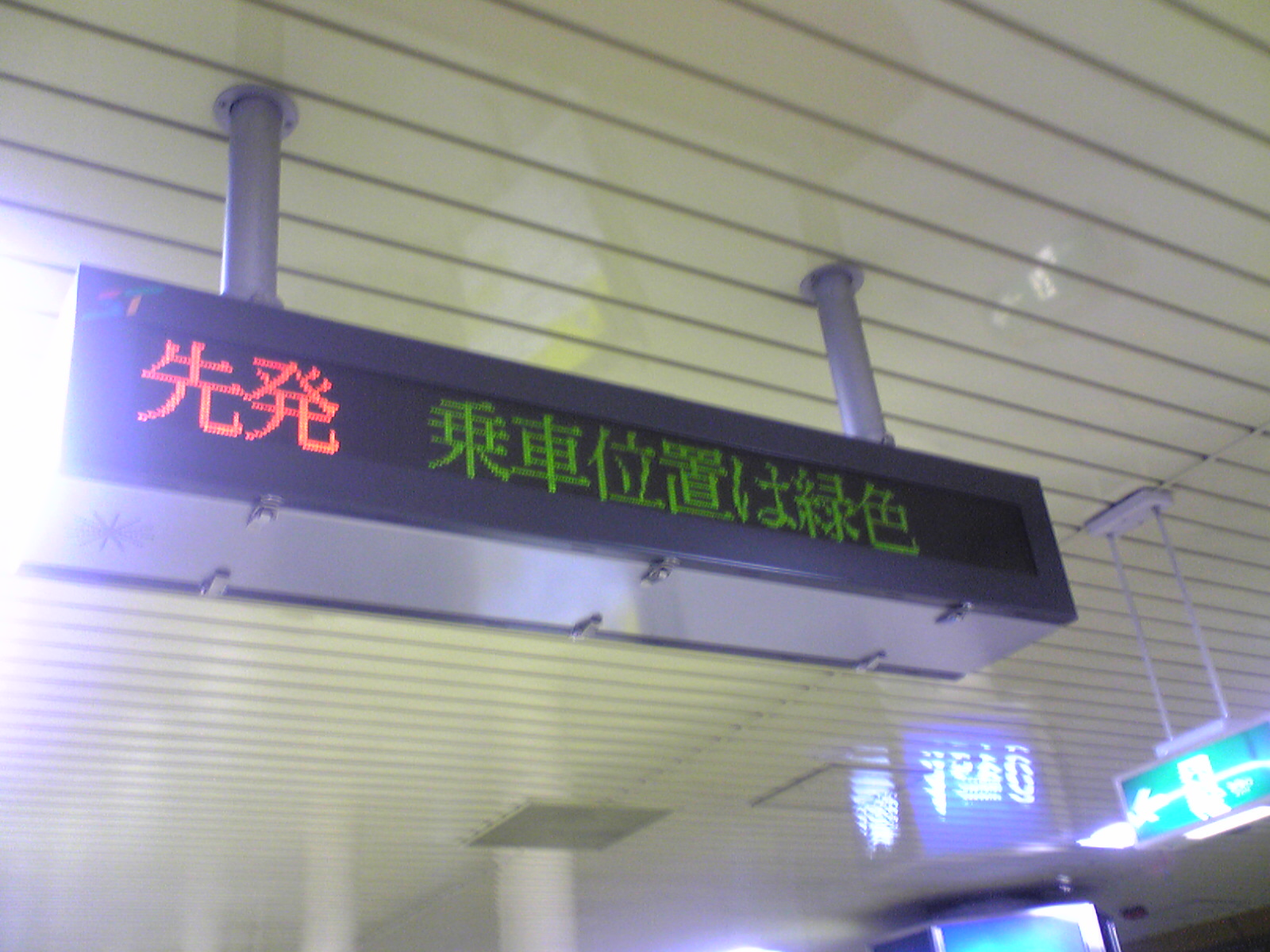
3000形の到着を知らせるホーム案内LED装置　麻生駅にて

設計のベースは東西線用6000形となり、2000形の特殊な2車体7軸構造からボギー台車による2車体連接構造、平行カルダン駆動に変更された。同じくゴムタイヤ式であるフランス・パリのメトロやメキシコシティ地下鉄の車両とは異なり、札幌方式では急曲線もゴムタイヤのみで走行するため、左右輪の回転数の差を吸収する仕組みが必要となるが、本形式では台車に架装された2基の主電動機を左用と右用として使い分けることで差動装置を不要としており、それぞれの電動機から平歯車で前後の車輪を駆動している。
空気圧縮機には、C2000M形を採用したが、平成2年(1990年)製の305編成では、C2000L形を採用していて301～304編成のとは異なっている、いずれも三菱電機製となっている。
1車体の長さは2000形に合わせて13.5m、客用扉は両開き片側2扉、編成は8両編成、主回路制御方式は6000形と同じ電機子チョッパ制御を採用する。6000形と同様に、乗降促進ブザー音を備えている。第1編成は6000形に近い音色のブザーであったが、第2編成以降は別の音色とされ、以後に増備された車両はすべてこのブザー音に準じている。なお、バリアフリー法に準じた個別ドアへの視覚障害者向けドアチャイムは最後まで設置されなかった。
車内の化粧板は6000形のように市内名所のイラストなどは描かれておらず、薔薇が描かれた暖色系のものを用いている。車両間の貫通路は2000形と異なり、すべて6000形に準じた六角形とされた。吊り革は従来通り三角形で6000形同様のカバーなしタイプである。両先頭車1番または16番ドアから運転席にかけてのスペースが2000形よりも短くなったため、着席人員は減少している。
1995年から導入された5000形とは客用扉の位置と数が異なるため（3000形：片側16ヶ所　5000形：同24ヶ所）、各駅ホームの乗車位置表示は色分けされ、緑色が3000形、青色が5000形のものである。接近時には2駅前発車の時点で「緑色の乗車位置でお待ち下さい」と放送およびLED案内装置の案内が入る（両端の終点駅だけは例外で、真駒内駅は前駅の自衛隊前駅発車後、麻生駅は2番ホームからの回送後に案内が入る）。
なおこの乗車位置の色分けと案内放送は、3000形の運用離脱後にホームドア設置に併せ無くなった。

## 製造
全車が川崎重工業で製造された。
札幌市営地下鉄の車両では最も製造数が少ない形式であった。
編成および電動車(M)と付随車(T)の配置は、以下の通り。
|         | ← 真駒内麻生 → !rowspan="3"\|竣工 | ← 真駒内麻生 → !rowspan="3"\|竣工 | ← 真駒内麻生 → !rowspan="3"\|竣工 | ← 真駒内麻生 → !rowspan="3"\|竣工 | ← 真駒内麻生 → !rowspan="3"\|竣工 | ← 真駒内麻生 → !rowspan="3"\|竣工 | ← 真駒内麻生 → !rowspan="3"\|竣工 | ← 真駒内麻生 → !rowspan="3"\|竣工 | 置換          | 運用離脱     | 置換       | 備考         |                    |
| 編成    | 3100                              | 3200                              | 3300                              | 3400                              | 3500                              | 3600                              | 3700                              | 3800                              | 置換          | 運用離脱     | 置換       | 備考         |                    |
| 種別    | Mc                                | Mch                               | Mch'                              | M'                                | M                                 | Mch                               | Mch'                              | Mc'                               | 置換          | 運用離脱     | 置換       | 備考         |                    |
| ------- | --------------------------------- | --------------------------------- | --------------------------------- | --------------------------------- | --------------------------------- | --------------------------------- | --------------------------------- | --------------------------------- | ------------- | ------------ | ---------- | ------------ | ------------------ |
| 第1編成 | 3101                              | 3201                              | 3301                              | 3401                              | 3501                              | 3601                              | 3701                              | 3801                              | 1978年10月    | -            | 2005年4月  | -            | 2000形8次車で計画  |
| 第2編成 | 3102                              | 3202                              | 3302                              | 3402                              | 3502                              | 3602                              | 3702                              | 3802                              | 1982年00月    | -            | 2010年11月 | 5000形19編成 | 行先表示器3色LED化 |
| 第3編成 | 3103                              | 3203                              | 3303                              | 3403                              | 3503                              | 3603                              | 3703                              | 3803                              | 1985年3月29日 | 2000形19編成 | 2009年11月 | 5000形18編成 |                    |
| 第4編成 | 3104                              | 3204                              | 3304                              | 3404                              | 3504                              | 3604                              | 3704                              | 3804                              | 1985年6月5日  | 2000形20編成 | 2011年11月 | 5000形20編成 |                    |
| 第5編成 | 3105                              | 3205                              | 3305                              | 3405                              | 3505                              | 3605                              | 3705                              | 3805                              | 1990年03月    | 2000形18編成 | 2012年03月 | -            | 最終運行編成       |

なお、本系列登場後に札幌市電の3300形が登場しており、3301～3305の番号は3300形と重複している。（札幌市電3300形も5両が製造された）

## 改造

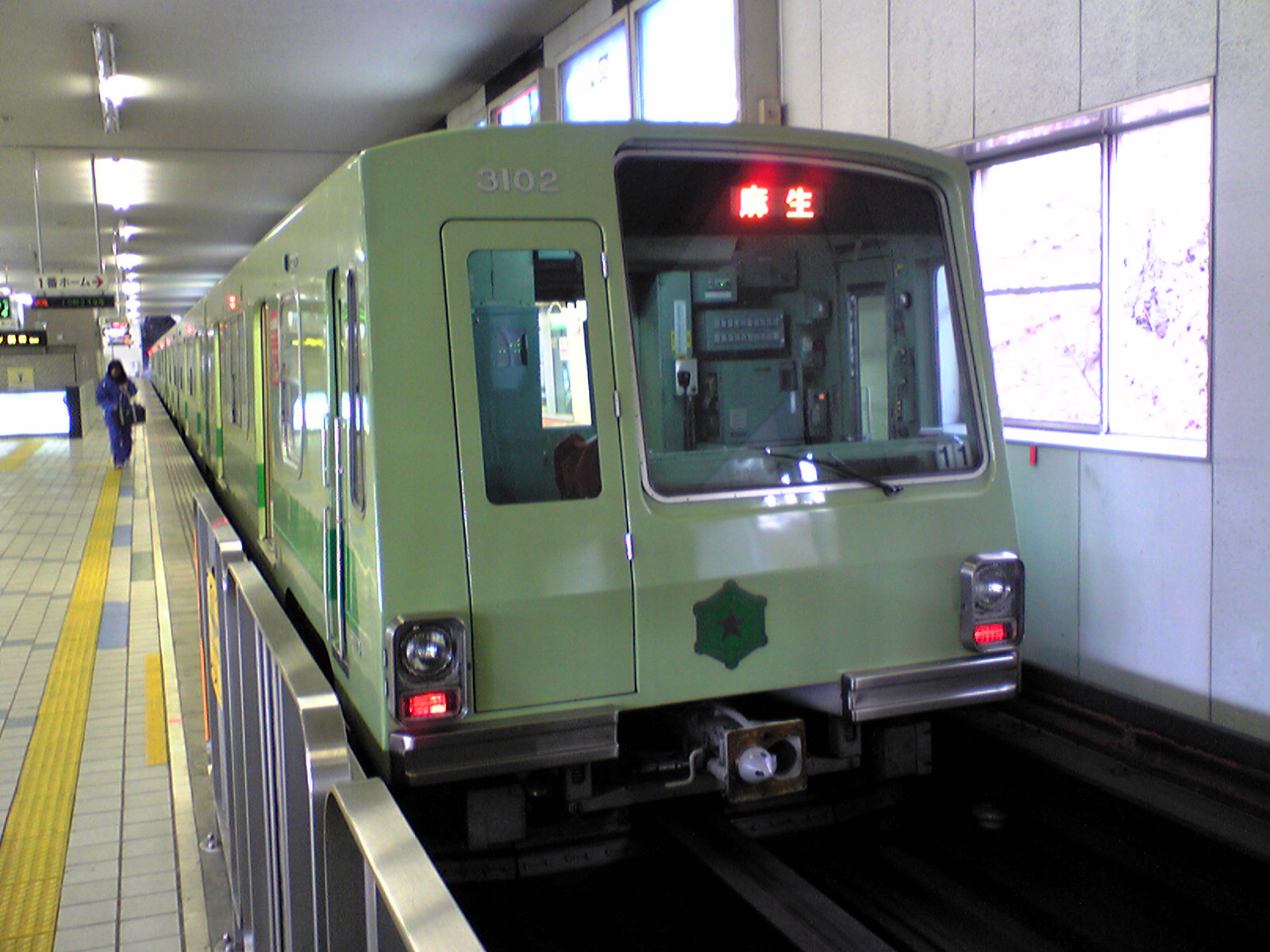
行先表示がLED化された02編成（2007年11月25日 真駒内駅）

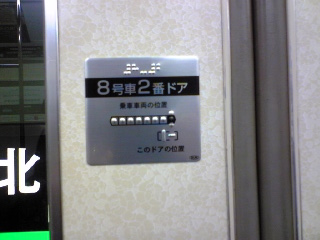
ドアに貼り付けられた点字プレート（2008年3月）。札幌市営地下鉄で「8号車」の表記があるのは3000形のみであった。

### 塗装の変更
第1編成落成時点では正面の塗装が窓の周囲を除いて側面帯と同じ濃緑に塗り分けられていたが、量産車と同様の淡緑1色に変更され、側面の帯も塗り直された。

### 案内装置等の改良・新設
2003年にLED式行先表示器が設置（02編成のみ）され、車内放送も自動化（02 - 05編成）された。また、すべての連結部に転落防止用外幌が備え付けられた。
2007年7月にはすべての客用ドアに号車とドア位置を示す点字プレートが貼付された。その時点では札幌市営地下鉄唯一の8両編成だったため「8号車」のプレートを見ることができた。

## 廃車
老朽化および将来の可動式ホーム柵設置・ワンマン運転化を控え、2012年3月25日をもって、全編成が運用離脱した。これにより、南北線の営業車両は5000形に統一された。
- 第1編成 : 2005年3月14日[2]
2003年4月1日から使用休止となり、後に2005年5月に解体処分された。
- 第2編成 : 2011年
- 第3編成 : 2010年
- 第4編成 : 2011年
- 第5編成 : 2012年3月
最後まで営業運転に使われた車両。